# Cerro Hielo Azul

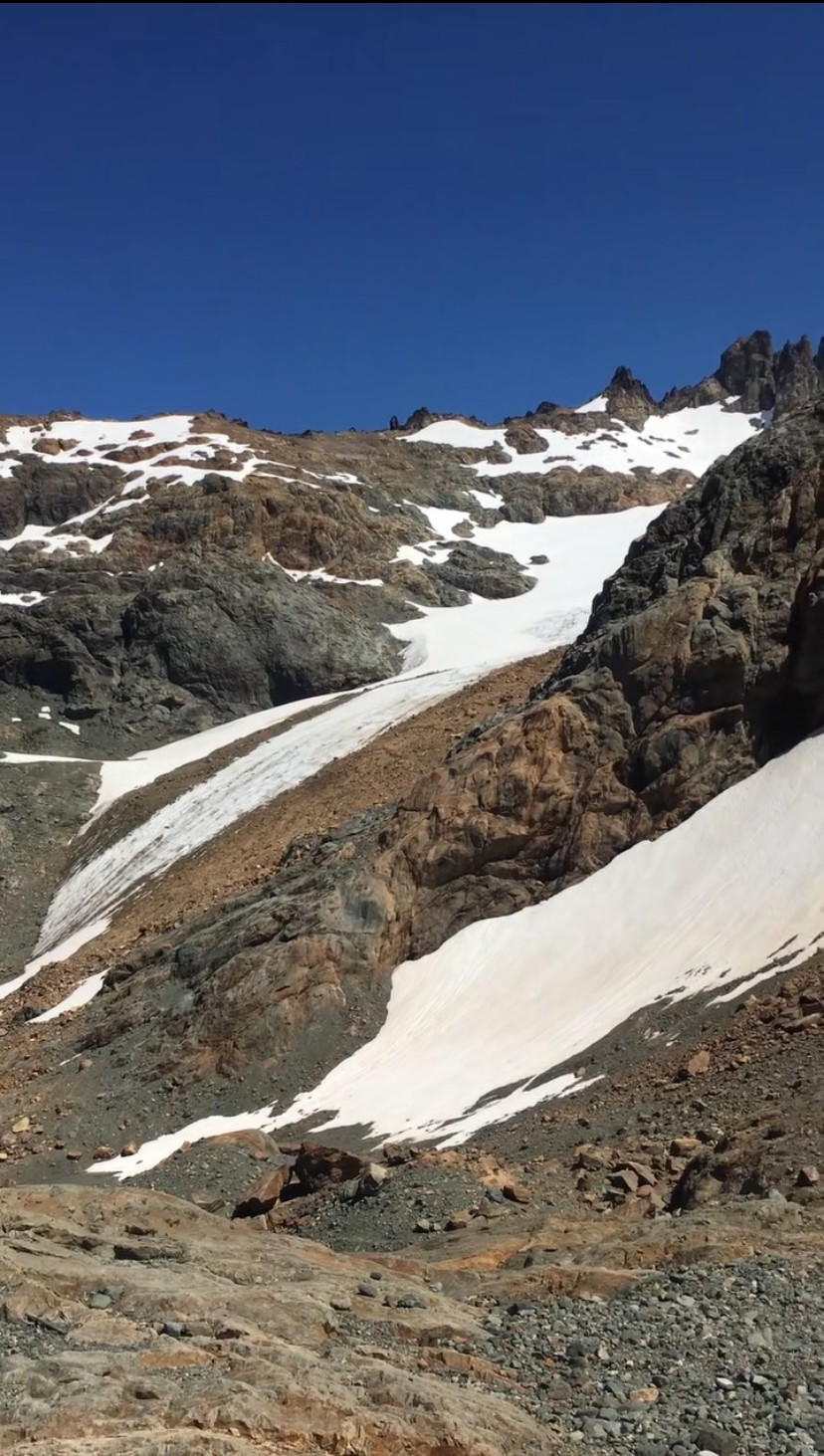
Imagen del Glaciar Hielo Azul sobre la ladera noreste del Cerro Hielo Azul en retroceso por época estival.

Hielo Azul es el nombre que recibe el cerro ubicado a 15 km de la ciudad de El Bolsón[cita requerida] y a 120 km de la ciudad de San Carlos de Bariloche. Sobre sus laderas descansa el glaciar Hielo Azul, uno de los más grandes de la región.
- Datos: Q6409316